# Stará synagoga v Erfurtu
Die Alte Synagoge (Stará synagoga) v Erfurtu v německé spolkové zemi Durynsko je jednou z nejlépe dochovaných středověkých synagog na světě. Nejstarší části stavby pocházejí z konce 11. století. Stáří většiny budovy je datováno do období mezi lety asi 1250 až asi 1320. Jedná se o nejstarší původní, neporušenou, doposud v intaktním stavu stojící synagogální stavbu v Evropě.
Od roku 2009 je zde muzeum historie erfurtské židovské obce. Je zde vystaven i tzv. Erfurtský poklad: velké množství středověkých mincí, zlatnických a kovotepeckých artefaktů a klenotů, nalezených při rekonstrukci budovy v roce 1998. Také jsou zde uloženy faksimile tzv. Erfurtských hebrejských rukopisů, cenné sbírky náboženských textů z 12. až 14. století, jež vypovídají o středověké židovské obci ve městě.
V roce 2015 byla synagoga nominována do Seznamu světového dědictví UNESCO. K zápisu došlo v září 2023 při 45. zasedání v Rijádu. Název položky pod ochranou UNESCO je "Židovsko-středověké dědictví Erfurtu", zahrnuje i nedaleké mikve a Kamenný dům (Benediktsplatz 1). 

## Fotogalerie

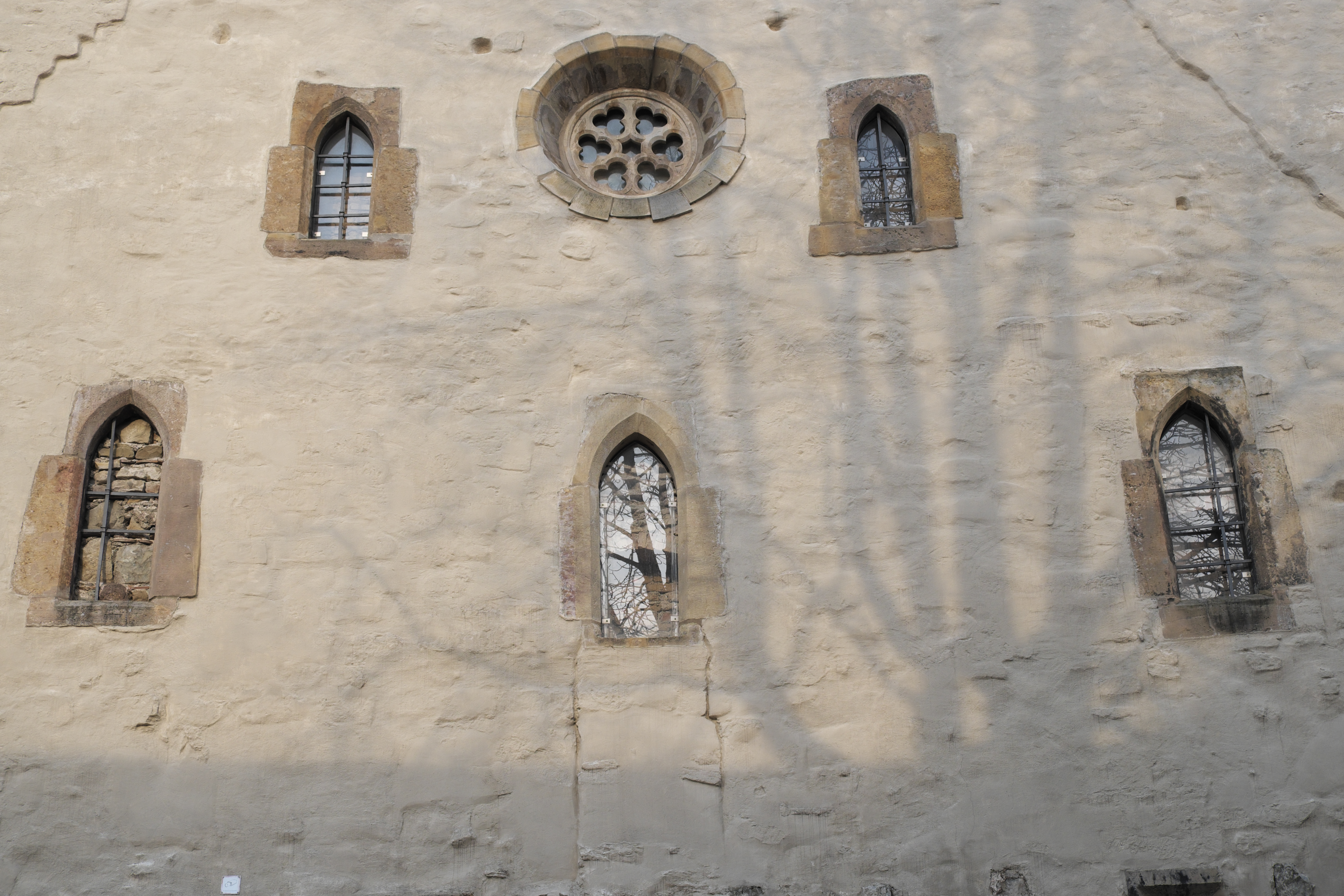
Okna na západní fasádě, pocházející z roku kolem 1270.
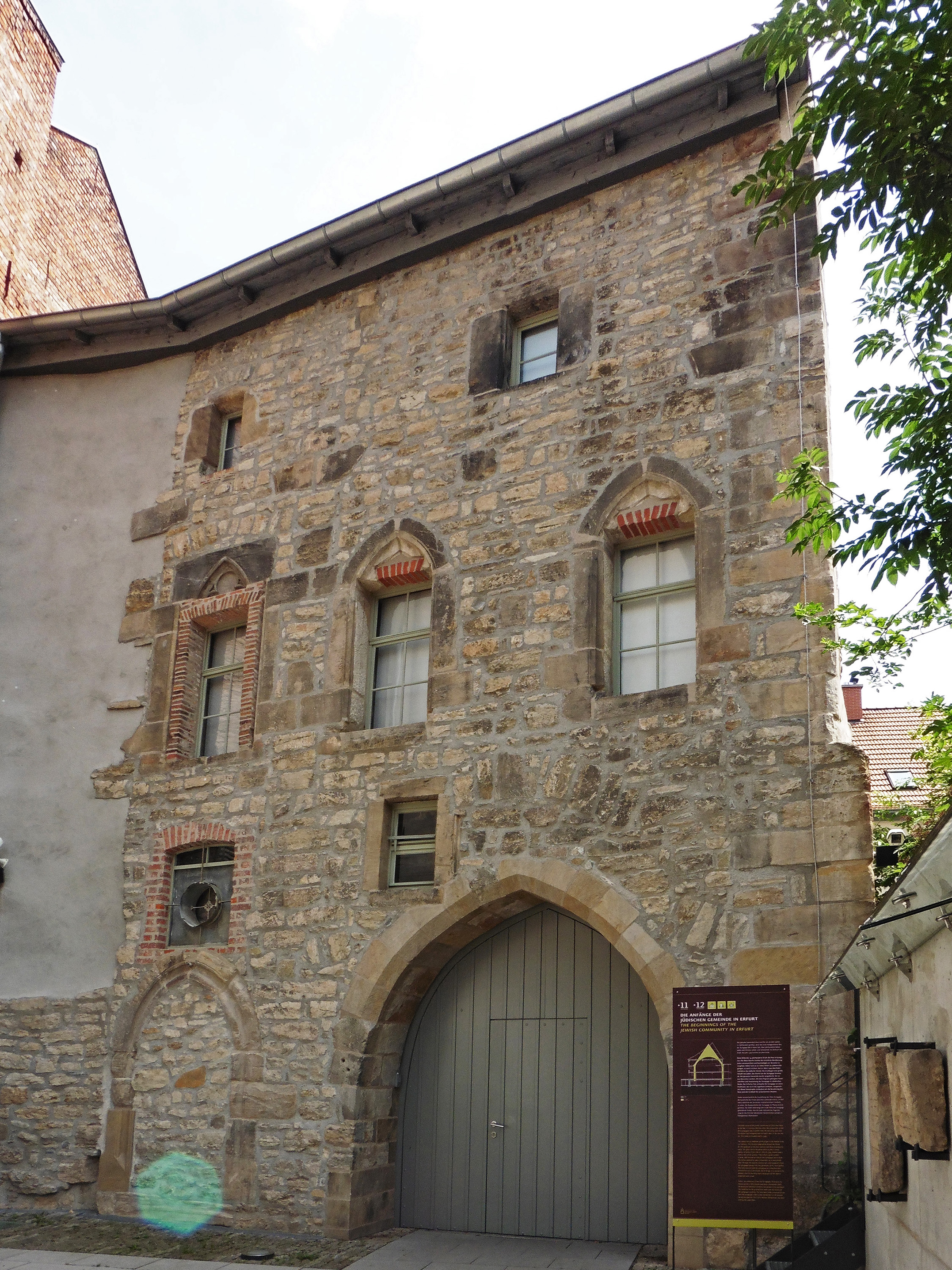
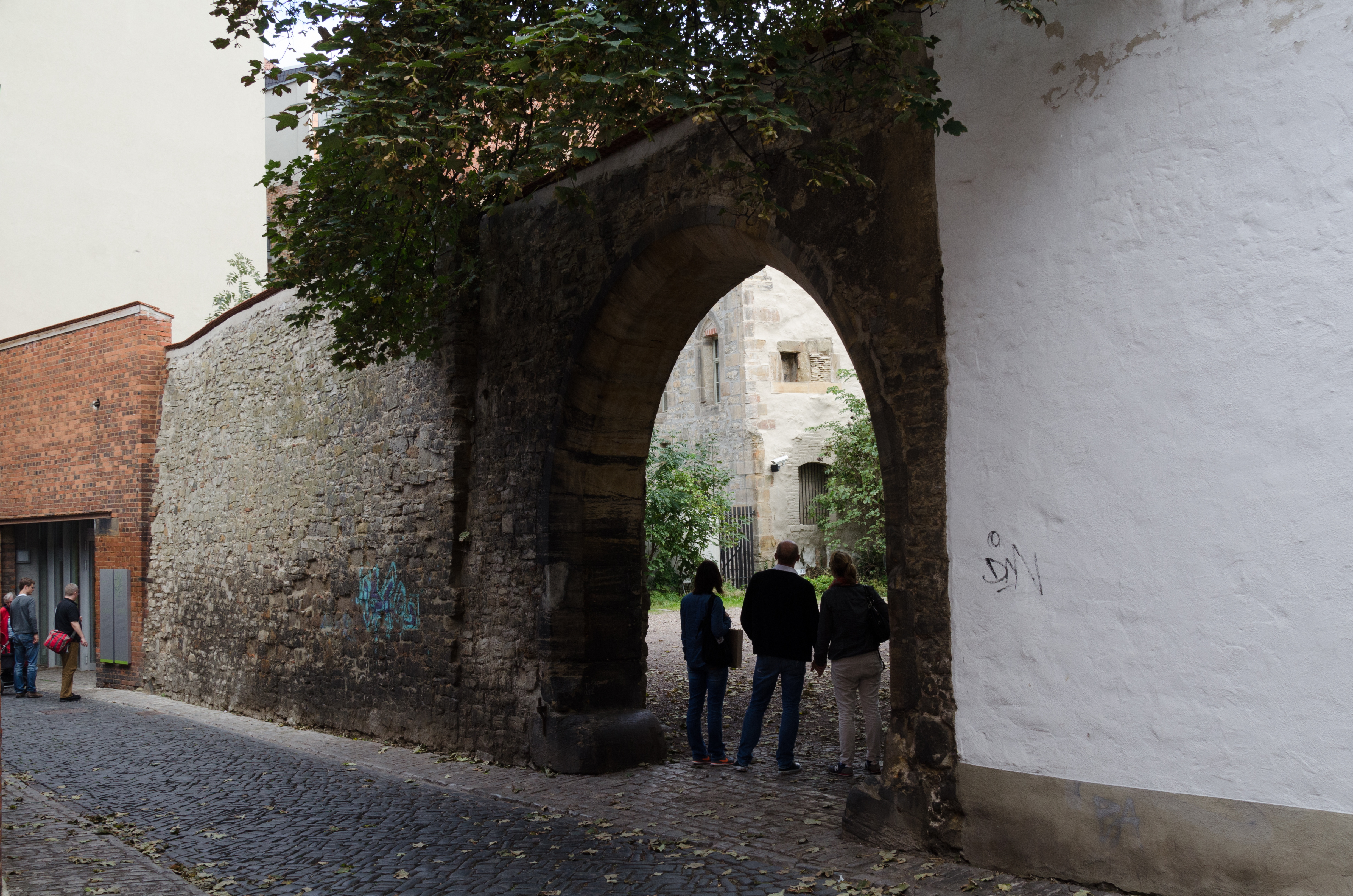
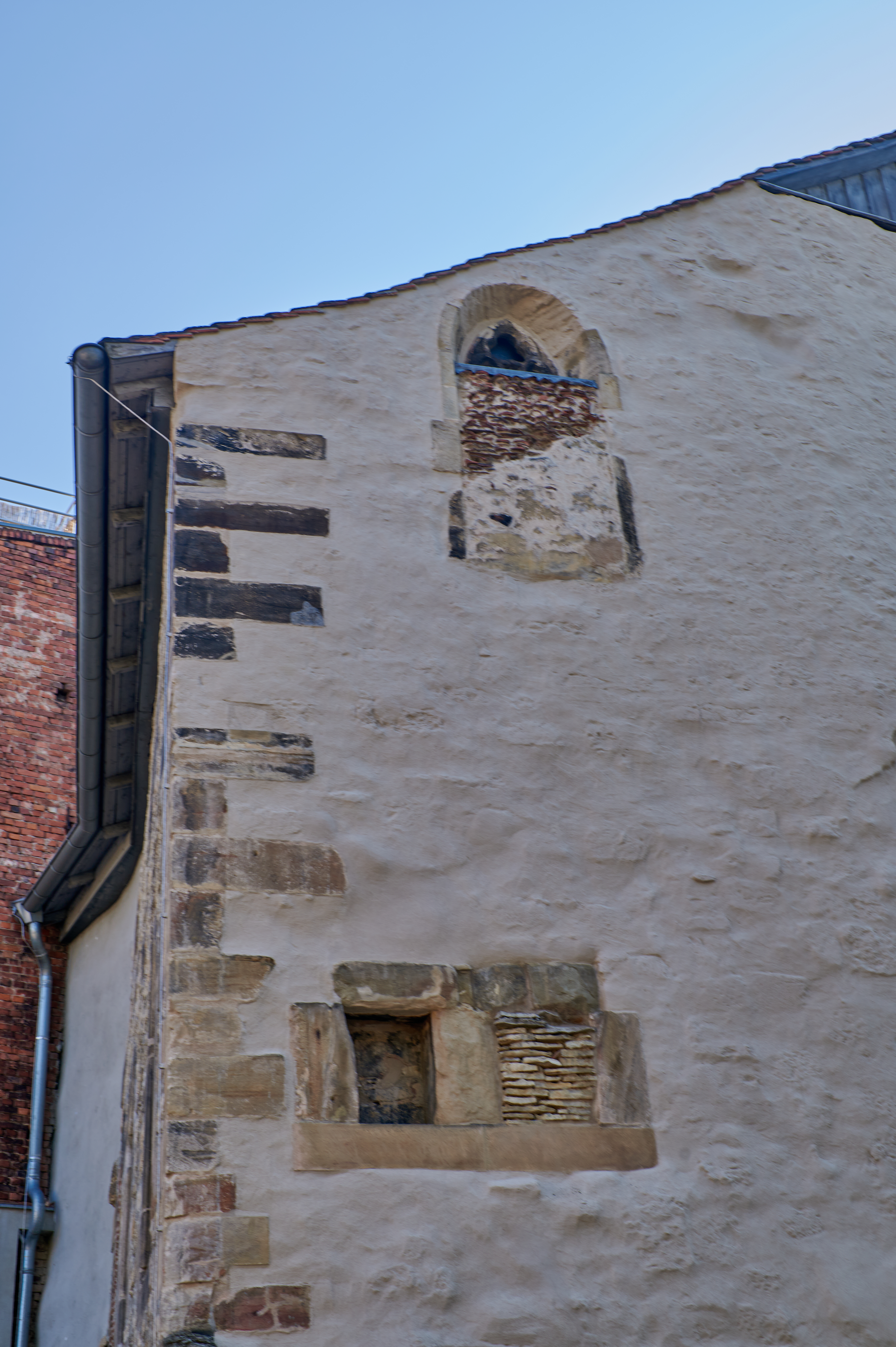